# Temple protestant de Saint-Georges-de-Didonne
Le temple protestant de Saint-Georges-de-Didonne est une église protestante réformée située à Saint-Georges-de-Didonne, en Charente-Maritime. Il est rattaché à l'Église protestante unie de France.

## Historique
Il s'agit chronologiquement du 3e temple construit à Saint-Georges-de-Didonne.
La construction de cet édifice moderniste est décidée peu après la Seconde Guerre mondiale afin de remplacer l'ancien temple de la commune, détruit au cours des combats pour la libération de la poche de Royan. Si celui-ci, qui dataient de 1850, était situé à l'entrée du vieux village de Didonne, il est décidé de bâtir le nouveau sanctuaire dans un lieu plus central, face au cimetière des Bois : un terrain appartenant à la commune est cédé à cet effet.
L'originalité du temple réside dans sa forme atypique, conforme au souffle moderniste caractéristique de l'après-guerre qui a tant marqué le Pays royannais : de fait, le temple est censé évoquer une pomme de pin stylisée, évocation des pinèdes marquant le paysage local. La réalisation du sanctuaire est confiée à l'architecte Paul Drémilly, qui en termine les travaux en 1950.
Le plan du temple est formé sur la base d'un quadrilatère de quinze mètres sur sept, couvert d'une voûte en ellipse d'un peu plus de six mètres que vient couper une série de voûtes perpendiculaires. Si celle-ci est formée de pièces de céramique creuses emboîtées, les murs de la nef sont en moellons. Une série d'oculi éclaire l'intérieur du sanctuaire, où l'on remarque également une chaire et une croix en bois, taillée dans la charpente de l'ancien temple de 1850 ; tous deux ont été dessinés par l'architecte.
Une haute croix en métal, partiellement mobile, surplombe le parvis du temple, où un buste du pasteur Jean Jarousseau (1730-1819), dernier pasteur du désert, a été aménagé. C'est lui qui avait fait construire le temple de la Frénière à Didonne en 1765 dans les douves laissées vacantes par le Châta, château fort construit par la famille Didonne vers 1035 et détruit par les Anglais au XIVe siècle.

## Galerie de photos

Façade du temple.
Vue de côté.